# Prepona talboti
Prepona talboti är en fjärilsart som beskrevs av Le Moult 1932. Prepona talboti ingår i släktet Prepona och familjen praktfjärilar. Inga underarter finns listade i Catalogue of Life.